# Villanueva (La Guajira)
Villanueva è un comune della Colombia facente parte del dipartimento di La Guajira.
Il centro abitato venne fondato da Roque de Alba nel 1662.